# خلايا لوتزنر
اكتُشفت خلايا لوتزنر من قبل مارفن إيه لوتزنر ولوسيان ماري بوترير وألبرت سيزاري. توصف هذه الخلايا بأنها نمط صغير من خلايا سيزاري، أو خلايا سيزاري لوتزنر، ويوجد متغيران مختلفان شكليًا. تعرف تجمعات هذه الخلايا في الفطار الفطراني باسم خراجات بوترير الدقيقة. تمثل هذه الخلايا نوعًا من الخلايا اللمفاوية التائية التي تحوّرت. يحمل هذا الشكل غير النمطي من الخلايا اللمفاوية التائية مستقبلات الخلايا التائية على سطوح الخلايا ويوجد في طبقتي الأدمة والبشرة في الجلد. وبما أن خلايا لوتزنر هي شكل متحور من الخلايا اللمفاوية التائية، فإنها تتطور في نخاع العظم وتنتقل إلى الغدة الزعترية لتنضج. تحدث مراحل إنتاج هذه الخلايا ونضجها قبل تطور الطفرة. يمكن أن تسبب خلايا لوتزنر لمفوما تائية جلدية، وهي شكل من أشكال سرطان الجلد.

## تطور خلايا لوتزنر
الخلايا اللمفاوية خلايا دموية بيضاء تتكون من خلية جذعية دموية، تسمى الخلية الجذعية المكونة للدم، في نخاع العظم وتنتقل إلى أجزاء أخرى من الجسم لتنضج، وتكون هذه الأجزاء عادة أنسجة لمفاوية محددة. بعد إنتاجها، تتمايز الخلية الجذعية لتعطي خلايا جذعية لمفاوية. ثم تنضج الخلايا اللمفاوية التائية وتتمايز إلى أرومات لمفاوي ويحدث ذلك بتأثير هرمون الثيموسين الذي تنتجه الغدة الزعترية. ثم تتكون الخلايا المناعية المتخصصة، وهي الخلايا البائية والخلايا التائية، والخلايا المناعية غير المتخصصة، وهي القاتلات الطبيعية، من الأرومات اللمفاوية. يُشار إلى هذه العملية باسم عملية تكون الكريات البيض. تُعد خلايا لوتزنر شكلًا غير نمطي من الخلايا اللمفاوية التائية وعادة ما تكون إيجابية المستقبِل سي دي 4. تتطور خلايا لوتزنر بسبب عملية إعادة ترتيب جيني نسيلية على مستوى مستقبلات الخلايا التائية أو الأجسام المضادة. تحدث إعادة الترتيب هذه في وقت مبكر من عملية التمايز وتشكل مستقبلات جديدة للخلايا التائية تحاكي بنية الأجسام المضادة الطبيعية ولكنها لا تعمل على نحو صحيح. يحتوي هذا الشكل المتحور على غشاء نووي مطوي وله شكل يشبه الدماغ. يمكن رؤية خلايا لوتزنر بشكل أفضل من خلال المجهر الإلكتروني الذي يُظهر بنية الخلايا ثلاثية الأبعاد.

## التوزع
تبدأ خلايا لوتزنر التطور في نخاع العظم ثم تنتقل إلى الغدة الزعترية وتنضج فيها بتأثير هرمون الثيموسين. يسمح الهرمون بنضج الخلايا وتمايزها. بعد أن تتطور الخلية الطافرة، تبقى في الغدة الزعترية حتى يظهر المستضد. حين يُعبّر عن مستضد الخلايا اللمفاوية في الجلد، تنتقل خلية لوتزنر إيجابية المستقبل سي دي 4 إلى البشرة والأدمة في الجلد من أجل الارتباط بالمستضد.

## طفرة الأجسام المضادة
تُعد الخلايا اللمفاوية الناضجة جزءًا من المناعة النوعية لأنها تتعرف على العوامل الغازية السابقة وتساعد الجسم على التخلص منها. تحتوي هذه الخلايا على أجسام مضادة موجودة على السطح الخارجي لغشاء الخلية، ترتبط بالمستضد وتدمر العوامل الغازية. الجسم المضاد بروتين كبير صنعته الخلايا البلازمية ويسمى أيضًا الغلوبولين المناعي. يرتبط الجسم المضاد بمستضد نوعي لبدء استجابة مناعية. ترتبط الأجسام المضادة للخلايا التائية بالمستضدات على سطح الخلايا المصابة بالفيروس أو الخلايا السرطانية.
في خلايا لوتزنر، حدثت طفرة في مستقبلات الخلايا التائية التي تثبط المستضدات مثل سي دي 7 وسي دي 8 ولكنها تحفز الإنتاج الزائد للمستضدات الأخرى مثل سي دي 4. تُعد هذه الطفرة من طفرات إعادة الترتيب النسيلية وتصيب الجين تي سي آر غاما. تخلق طفرات إعادة الترتيب الجيني أجسامًا مضادة جديدة خلال التمايز المبكر. وبما أن هذه الأجسام المضادة الطافرة تكونت في وقت مبكر، فإنها قادرة على الانقسام الخلوي وإنتاج خلايا لمفاوية تائية جديدة تحتوي أيضًا على المستضدات الجديدة. تحدث الزيادة غير الطبيعية في مستقبلات الخلايا التائية لأنها تُنتقى لكونها تعبر عن صفات جديدة. المستقبل سي دي 4 هو المستقبل الذي يُنتقى ويزيد عدده في خلايا لوتزنر. تنتج الخلايا التائية الورمية السيتوكينات التي تنشط التعبير عن الحمضات وتكبح قدرة الخلايا التائية على بدء استجابة مناعية. يؤدي تناقص نشاط الخلايا التائية إلى عجزها عن الاستجابة للعوامل المؤذية. ما يتيح للعوامل الغازية بالنمو وتشكيل الآفات، ومع زيادة حجم الآفات، يُفقد مستضد الخلايا التائية، وهو ما يجعل الخلايا التائية عاجزة عن كشف العامل المسبب للمرض، ما يسمح بزيادة تكاثر العامل الممرض وحدوث العدوى. ويؤدي ذلك إلى تطور لمفوما لا هودجكين مثل الفطار الفطراني وداء سيزاري.